# 沐愛設治局
沐愛設治局，民國時設置於四川省的設治局，位于今宜宾市筠連縣境内。沐愛明代建場，稱木乃，系彝語譯音，又稱木賴，轉音沐愛，因此得名。隔日趕場，人數常達萬人。

## 历史沿革

### 设立
民國期間，沐愛、落木柔一直是高縣所屬的兩個區(稱上二區)。長期以來，由於交通不便，群眾公私往返，從沐愛到高縣縣城170華里。單走路就要花費兩天時間，一天到筠連，第二天才到高縣。要辦完一件事，時間就更長了。花錢、費力，那是不言可知的。早在1940年代初期，群眾就產生了要求分冶的設想，到1943年前後，便把設想轉為實際行動，自發組織要求與高縣分治的“清願團”，一面開動當時“沐愛通訊社”編印的《沐愛旬刊》作為宣傳工具，造分治輿論。年關節日還散發“文娛演唱材料”的小冊子交群眾演唱。一面推選郭桕筠為全權代表前往成都八方奔走，并得到筠連籍省參議員曾省齋先生的支持與幫助。
民国三十三年（1944年）10月，獲批准析高县设置沐愛設冶局。局所驻沐爱镇（今四川省筠連縣沐爱镇）。

國民政府指令 渝文字第1355號 民國33年10月12日

令行政院

三十三年十月三日義壹字第21045號呈一件，爲據內政、財政兩部會呈，請將四川高縣析置沐愛設治局，經提請院會決議通過，抄檢原件，請鋻核由。

呈件均悉，准予備案。仰卽轉飭知照。附件存。此令。

主　　　席 蔣中正

行政院院長 蔣中正

### 升县
民国三十七年（1948年），设治局升格为县。
總統指令 統一字第八六號 三十七年七月七日（補登）（仍另行文） 

令行政院

三十七年六月二十五日（卅七）四內字第二九八一五號呈，爲據內政部先後呈轉貴州省政府請將該省雷山設治局升縣，四川省政府請將該省沐愛設治局升縣，經提出院會決議通過，呈請鑒核公布，飭局鑄頒該兩縣政府銅印由。

呈悉。准予備案。印信仰候飭局鑄發可也。此令。

總　　　統　蔣中正

行政院院長　翁文灝

內政部部長　彭昭賢

## 行政区划
博愛（沐愛）鎮及落木柔（民治鄉）等十三個鄉。

## 歷任局長
設治局長：李維樂、程方九